# Lynchburg, Virginia
Lynchburg  är en stad och ett countyfritt område (independent city) i delstaten Virginia i USA. I och med USA:s folkbokföring år 2000 hade Lynchburg totalt 65 269 invånare, i dagsläget[när?] är folkmängden uppskattad till strax under 70 000. Staden är belägen vid foten av Blue Ridge Mountains längs stranden vid James River. Lynchburg är känt som "De sju kullarnas stad".
Lynchburg är hem för Central Virginia Community College, Christ College, Liberty University, Lynchburg College, Randolph College, och Virginia University of Lynchburg. Lynchburg har en industriell bas och staden är det regionala centrumet för detaljhandel och försäljning av intustriella varor. Bland industrierna märks kärnkraftsteknik, sjukvård och materialhantering. 
I Lynchburg finns det kristna universitetet Liberty University. Staden har starka band till så kallad "White Trash/Redneck kultur" och den amerikanska kristna högern 